# Wildfowl and Wetlands Trust
Wildfowl and Wetlands Trust (WWT) (soit littéralement de l'anglais « confiance pour les oiseaux d'eaux et les zones humides ») est une organisation à but non lucratif britannique qui s'occupe de la protection des zones humides et des sauvagines. Elle regroupe neuf WWT locaux qui gère chacun une réserve et un centre d'accueil pour le million de visiteurs annuel. Elle compte aujourd'hui plus de 130 000 membres et gère ainsi plus de 20 km² de zones humides où vivent plus de 150 000 oiseaux. Ces zones incluent sept SSSI, cinq ZPS et cinq site Ramsar.

## Histoire
L'association a été fondée en 1946 par l'ornithologue et l'artiste Peter Scott, sous le nom de Severn Wildfowl Trust. L'association est patronnée par Élisabeth II.

## Organisation
Le WWT regroupe neuf WWT locaux situés à travers le Royaume-Uni :
- WWT Arundel, Sussex de l'Ouest
- WWT Caerlaverock, Dumfries and Galloway
- WWT Castle Espie, County Down
- WWT London Wetland Centre, Londres
- WWT Llanelli Wetlands Centre, Carmarthenshire
- WWT Martin Mere, Lancashire
- WWT Slimbridge, Gloucestershire
- WWT Washington, Tyne and Wear
- WWT Welney, Norfolk